# Gée (Maine-et-Loire)
Gée ist eine Ortschaft und eine Commune déléguée in der französischen Gemeinde Beaufort-en-Anjou mit 446 Einwohnern (Stand 1. Januar 2022) im Département Maine-et-Loire in der Region Pays de la Loire. Die Einwohner werden Géens genannt.
Mit Wirkung vom 1. Januar 2016 bildeten Gée und die Nachbargemeinde Beaufort-en-Vallée die Commune nouvelle Beaufort-en-Anjou. Sie gehörte zum Arrondissement Saumur und zum Kanton Beaufort-en-Vallée.

## Geographie
Gée liegt etwa 23 Kilometer östlich von Angers am Couasnon.

## Bevölkerungsentwicklung
| 1962                      | 1968 | 1975 | 1982 | 1990 | 1999 | 2006 | 2013 |
| ------------------------- | ---- | ---- | ---- | ---- | ---- | ---- | ---- |
| 207                       | 195  | 196  | 244  | 279  | 287  | 328  | 486  |
| Quelle: Cassini und INSEE |      |      |      |      |      |      |      |

## Sehenswürdigkeiten
- Kirche Saint-Aubin aus dem 12. Jahrhundert, Umbauten aus dem 16. Jahrhundert
- Pfarrhaus aus dem 17. Jahrhundert